# Shawne Fielding

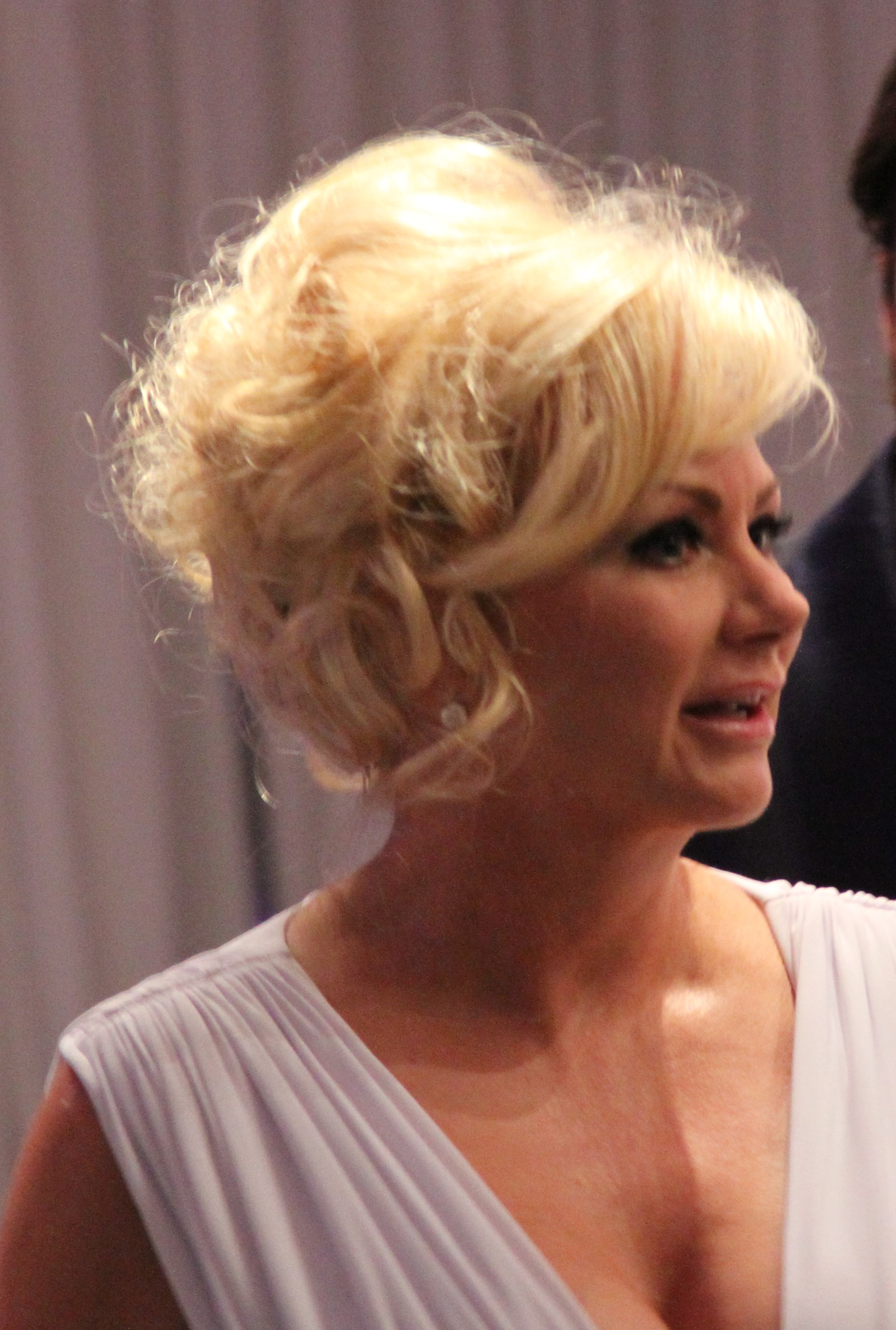
Shawne Fielding am Kispi-Ball 2016

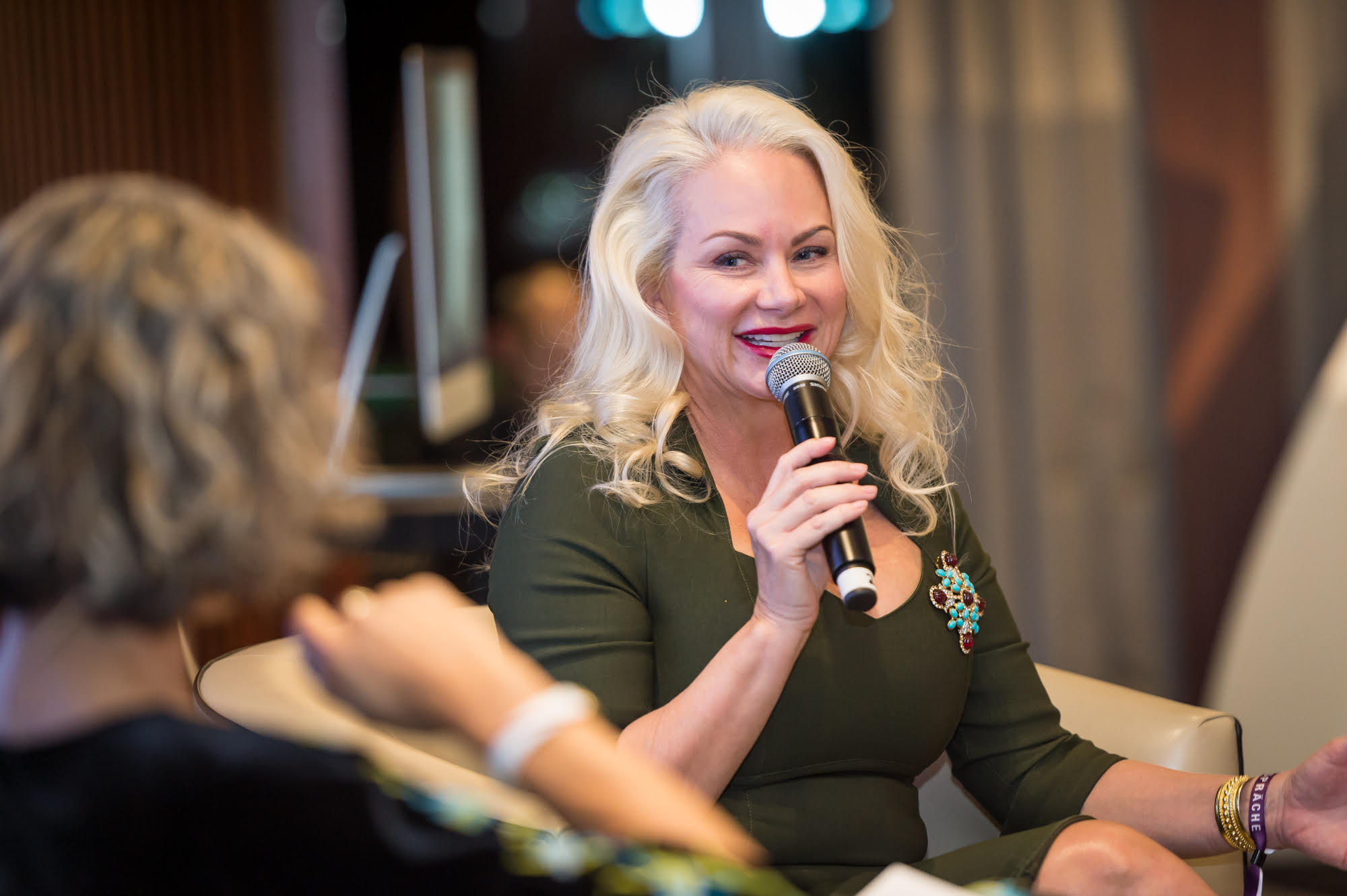
Shawne Fielding

Shawne Rae Fielding (* 27. Juni 1969 in El Paso, Texas) ist ein ehemaliges professionelles US-amerikanisches Model und Schauspielerin. Als einstmalige Ehefrau von Thomas Borer, dem ehemaligen Schweizer Botschafter in Deutschland, erlangte sie mediale Aufmerksamkeit, insbesondere in der Boulevardpresse.

## Leben
Shawne Fielding studierte an der Southern Methodist University Marketing, Psychologie und Werbung mit Abschluss Bachelor of Arts. Danach begann sie ihre Model-Karriere. 1994 wurde sie zur Miss Dallas gewählt. Bei der Miss Texas USA wurde sie Sechste. Bei der Mrs. Texas-Wahl 1995 und bei der Wahl zur Mrs. America wurde sie Dritte.
Von 1999 bis 2014 war sie in zweiter Ehe mit Thomas Borer verheiratet. Ihre öffentlichen Auftritte gestalteten beide meist medienwirksam. Über Shawne Fielding-Borer erschienen auch lange nach der „Borer-Affäre“ regelmäßig Berichte in den Medien.
Ihre extravagante Fotostrecke, u. a. als „Cowgirl von der Alm“, als „Cinderella“ und als „Revolverheldin“ in der Zeitschrift Max, führte 2001 zu diplomatischen Verwicklungen, in deren Verlauf auch eine Abberufung von Thomas Borer als Botschafter im Raum stand. Nach einer Entschuldigung von Fielding wurde die Affäre jedoch ad acta gelegt. Weiteres medienwirksames Aufsehen erregte Fielding, als sie gerichtlich gegen eine Fotomontage vorging, die sie leicht bekleidet und „oben ohne“ zeigte. Ihre Klage vor dem Berliner Landgericht gegen die Veröffentlichung war erfolgreich. Das Gericht verbot 2001 einen weiteren Nachdruck der umstrittenen Fotos.
Am 12. August 2001 wurde ihr am Marché-Concours in Saignelégier, an dem sie als offizielle Botschafterin der Schweizerischen Landesausstellung Expo.02 anwesend war, von der jurassischen Separatistenorganisation der Béliers der Unspunnenstein übergeben, der von den Béliers 1984 aus dem Museum der Jungfrauregion in Unterseen gestohlen worden war.
Während der Borer-Affäre, bei der die Zeitung SonntagsBlick ihrem damaligen Ehemann eine Affäre mit der in Berlin lebenden Djamila Rowe andichtete, hielt sie zu ihrem Mann. In der Folge erlitt sie 2002 eine Fehlgeburt und verlor das gemeinsame Kind. Ihr Mann räumte den Posten als Botschafter. Die angebliche Affäre führte nicht zur Versetzung Thomas Borers nach Bern. Dieser drohenden Versetzung entzog sich Borer durch eine eigene Kündigung. Borer reichte Schadenersatzklage gegen den Ringier-Verlag ein. Dieser musste sich öffentlich entschuldigen und zahlte Schmerzensgeld in Höhe von über einer Million Schweizer Franken.
Shawne Fielding ist als Society Lady für ihre Wohltätigkeitsarbeit bekannt. Sie ist derzeit Ehrenpräsidentin der Schweizerischen Stiftung «Kids with a Cause Europe». Sie war Botschafterin für die SOS-Kinderdörfer, Botschafterin für die Schweizer Expo.02 und Ehrendirektorin von UNICEF Deutschland für Sonderprojekte. Sie unterstützt die LGBT-Community seit Anfang der neunziger Jahre als Vorstandsmitglied für Aids Arms in Dallas, Texas, USA, als Ehrenvorsitzende der DIFFA und als Botschafterin für die Aids-Hilfe Schweiz.
Fielding und Thomas Borer haben zwei Kinder. 2010 reichte Thomas Borer ein Gesuch um Regelung des Getrenntlebens von Shawne Fielding ein. Seit 2014 ist das Paar geschieden.
Ab 2014 lebte Fielding mit ihrem Partner Patrick Schöpf, einem ehemaligen Profi-Eishockey-Torwart, in Immensee, Kanton Schwyz. 2018 nahm sie mit ihm an der RTL-Show Das Sommerhaus der Stars – Kampf der Promipaare teil und belegte den 2. Platz. Fielding verließ Schöpf im Juli 2020.
Im selben Jahr verlobte sie sich mit ihrem Ex-Ehemann Charles Addison Williams aus erster Ehe, 2022 heiratete sie ihn in Hawaii zum zweiten Mal. Das Paar lebt in Dallas.
2025 nahm Fielding an der sechsten Staffel von Kampf der Realitystars – Schiffbruch am Traumstrand teil.